# Enez Sun 3
L’Enez Sun III est un ferry côtier assurant la liaison quotidienne avec l'île de Sein. Il est la propriété du conseil départemental du Finistère, lequel a attribué à Keolis la délégation de service public vers les îles de la mer d'Iroise le 1er janvier 2009 pour 7 ans, sous la marque Penn ar Bed.

## Lignes desservies
Le navire Enez Sun 3, fabriqué en 1991 au chantier naval Gléhen de Douarnenez, est exploité par la compagnie Penn-ar-Bed. Il assure la liaison entre l’île de Sein et le continent au  port de Sainte-Evette à Esquibien, (Audierne) en condition normale. En cas de météo maritime difficile, le départ de l’île de Sein se fait en direction de Douarnenez, sur le quai du Rosmeur, de même pour le retour,.
- Audierne ↔ Île-de-Sein
- Douarnenez ↔ Île-de-Sein (par mer formée)

## Modernisation et remise aux normes
L’Enez Sun III, tout comme son homologue du nord, l’Enez Eussa III, a subi d'importants travaux de modernisation et de remise aux normes durant l'automne 2009, qu'il a passé aux chantiers Piriou de Concarneau.
Ces travaux, d'une durée de 3 mois ont porté sur :
- la découpe de la poupe afin de rallonger la coque d'un mètre (accroissement de la stabilité du navire) ;
- l'installation d'un réseau sprinkleur, rendu obligatoire sur les navires à passagers ;
- la rénovation complète des intérieurs (salons passagers, cabines, sanitaires, carré, passerelle, équipements...) ;
- des réaménagements mineurs (dus au rallongement du navire) ;
- le doublement des cloisons de cale et de machine ;
- la peinture (antifouling + livrée).